# Giuseppe Signori
Giuseppe Signori (Alzano Lombardo, 17 de fevereiro de 1968) é um ex-futebolista italiano, que atuava como atacante. Signori é um dos maiores artilheiros da história do Campeonato Italiano, com 188 gols, junto com Alessandro Del Piero e Alberto Gilardino.

## Carreira
Revelado pelo Leffe (clube que formaria o atual AlbinoLeffe), Signori foi o artilheiro da Seria A em 1993, 1994 e 1996 (este último, compartilhado com Igor Protti), quando atuava pela Lazio. Jogou também por Piacenza, Trento, Foggia, Sampdoria, Bologna, Iraklis Thessaloniki e Sopron, onde encerraria a carreira em 2006, aos 38 anos. Em 2004, chegou a disputar amistosos na China pelo Milan, que, no entanto, não chegou a fazer proposta oficial ao jogador.

## Seleção italiana
Convocado para a Seleção Italiana entre 1992 e 1995, atuou em 28 partidas e marcando 7 gols. Seu maior torneio com a Azzurra foi a Copa de 1994, jogando 6 partidas, mas não conseguiu balançar as redes. Destacou-se nas partidas contra Noruega (deu o passe para o gol de Dino Baggio), na primeira fase, e Espanha, pelas quartas-de-final da competição, quando mandou a bola em direção a Roberto Baggio, que marcou o gol da classificação. Não disputou a final contra o Brasil, ficando no banco de reservas.

## Prisão
Em 1 de junho de 2011, Signori foi preso acusado de estar envolvido em um esquema de manipulação de resultados de partidas de competições italianas para uma rede de apostas no país.

## Estatísticas
| Clube        | Temporadas   | Campeonato nacional | Campeonato nacional | Copa nacional | Copa nacional | Competições continentais | Competições continentais | Outros torneios | Outros torneios | Total | Total |
| Clube        | Temporadas   | Jogos               | Gols                | Jogos         | Gols          | Jogos                    | Gols                     | Jogos           | Gols            | Jogos | Gols  |
| ------------ | ------------ | ------------------- | ------------------- | ------------- | ------------- | ------------------------ | ------------------------ | --------------- | --------------- | ----- | ----- |
| Leffe Calcio | 1984-85      | 8                   | 5                   | —             | —             | —                        | —                        | —               | —               | 8     | 5     |
| Leffe Calcio | 1985–86      | 30                  | 3                   | —             | —             | —                        | —                        | —               | —               | 30    | 3     |
| Leffe Calcio | Total        | 38                  | 8                   | 0             | 0             | 0                        | 0                        | 0               | 0               | 38    | 8     |
| Piacenza     | 1986–87      | 14                  | 1                   | 3             | 0             | —                        | —                        | —               | —               | 17    | 1     |
| Trento       | 1987–88      | 31                  | 3                   | —             | —             | —                        | —                        | —               | —               | 31    | 3     |
| Piacenza     | 1988–89      | 32                  | 5                   | 5             | 0             | —                        | —                        | —               | —               | 37    | 5     |
| Foggia       | 1989–90      | 34                  | 15                  | —             | —             | —                        | —                        | —               | —               | 34    | 15    |
| Foggia       | 1990–91      | 34                  | 11                  | 3             | 1             | —                        | —                        | —               | —               | 37    | 12    |
| Foggia       | 1991–92      | 32                  | 11                  | 2             | 0             | —                        | —                        | —               | —               | 34    | 11    |
| Foggia       | Total        | 100                 | 37                  | 5             | 1             | 0                        | 0                        | 0               | 0               | 105   | 38    |
| Lazio        | 1992–93      | 32                  | 26                  | 6             | 6             | —                        | —                        | —               | —               | 38    | 32    |
| Lazio        | 1993–94      | 24                  | 23                  | 1             | 0             | 3                        | 0                        | —               | —               | 28    | 23    |
| Lazio        | 1994–95      | 27                  | 17                  | 5             | 4             | 7                        | 0                        | —               | —               | 39    | 21    |
| Lazio        | 1995–96      | 31                  | 24                  | 4             | 1             | 3                        | 1                        | —               | —               | 38    | 26    |
| Lazio        | 1996–97      | 32                  | 15                  | 4             | 0             | 3                        | 0                        | —               | —               | 39    | 15    |
| Lazio        | 1997–98      | 6                   | 2                   | 4             | 5             | 3                        | 2                        | —               | —               | 13    | 9     |
| Lazio        | Total        | 152                 | 107                 | 24            | 16            | 19                       | 3                        | 0               | 0               | 195   | 126   |
| Sampdoria    | 1997–98      | 17                  | 3                   | —             | —             | —                        | —                        | —               | —               | 17    | 3     |
| Bologna      | 1998–99      | 28                  | 15                  | 5             | 1             | 11                       | 6                        | 2               | 1               | 46    | 23    |
| Bologna      | 1999–2000    | 31                  | 15                  | 1             | 0             | 6                        | 4                        | —               | —               | 38    | 19    |
| Bologna      | 2000–01      | 23                  | 15                  | 2             | 1             | —                        | —                        | —               | —               | 25    | 16    |
| Bologna      | 2001–02      | 14                  | 3                   | 1             | 0             | —                        | —                        | —               | —               | 15    | 3     |
| Bologna      | 2002–03      | 24                  | 12                  | —             | —             | 3                        | 2                        | —               | —               | 27    | 14    |
| Bologna      | 2003–04      | 22                  | 6                   | 1             | 0             | —                        | —                        | —               | —               | 23    | 6     |
| Bologna      | Total        | 142                 | 66                  | 10            | 2             | 20                       | 12                       | 0               | 0               | 174   | 81    |
| Career total | Career total | 526                 | 230                 | 47            | 19            | 39                       | 15                       | 2               | 1               | 614   | 265   |

## Títulos

### Clubes
Foggia
- Serie B: 1990–91

Bologna
- Taça Intertoto da UEFA: 1998

Individuais
- Guerin d'Oro: 1994
- Prêmio Nacional de Carreira Exemplar "Gaetano Scirea": 2004

Artilharias
- Artilheiro da Campeonato Italiano: 1992-93 (26 gols), 1993-94 (23 gols), 1995-96 (24 gols)
- Artilheiro da Copa da Itália: 1992-93 (6 gols), 1997-98 (6 gols)